# Sant Joan (Maldà)
Sant Joan és una muntanya de 426 metres que es troba al municipi de Maldà, a la comarca catalana de l'Urgell.